# Joseph Franz Kaiser
Pour les articles homonymes, voir Joseph Kaiser et Kaiser.
Joseph Franz Kaiser, né le 11 mars 1786 à Graz et mort le 19 septembre 1859 à Graz, est un relieur, lithographe, éditeur et officier autrichien.

## Biographie

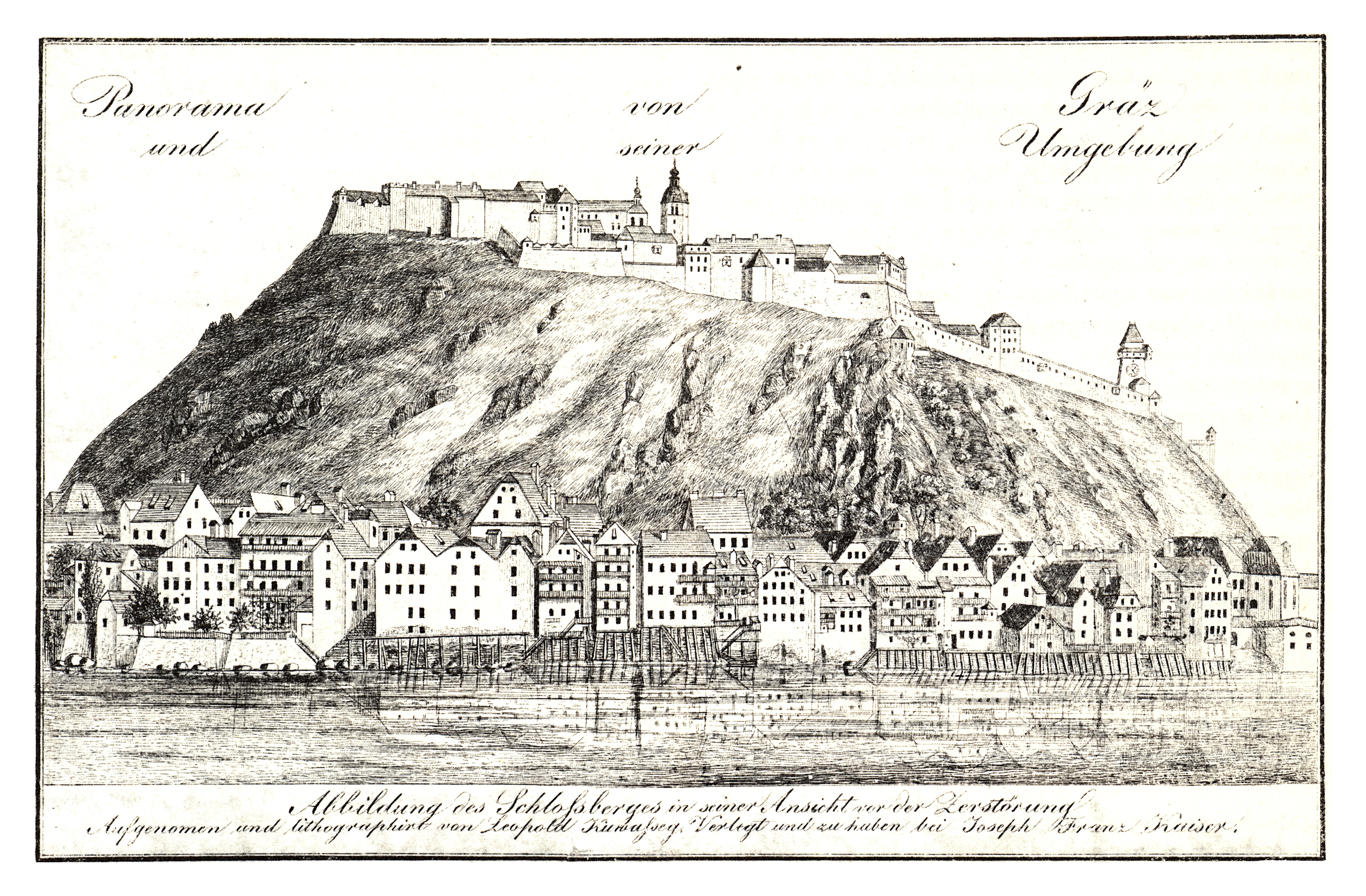
Panorama de Graz, Leopold Kuwasseg, de l'atelier de J.F.Kaiser.

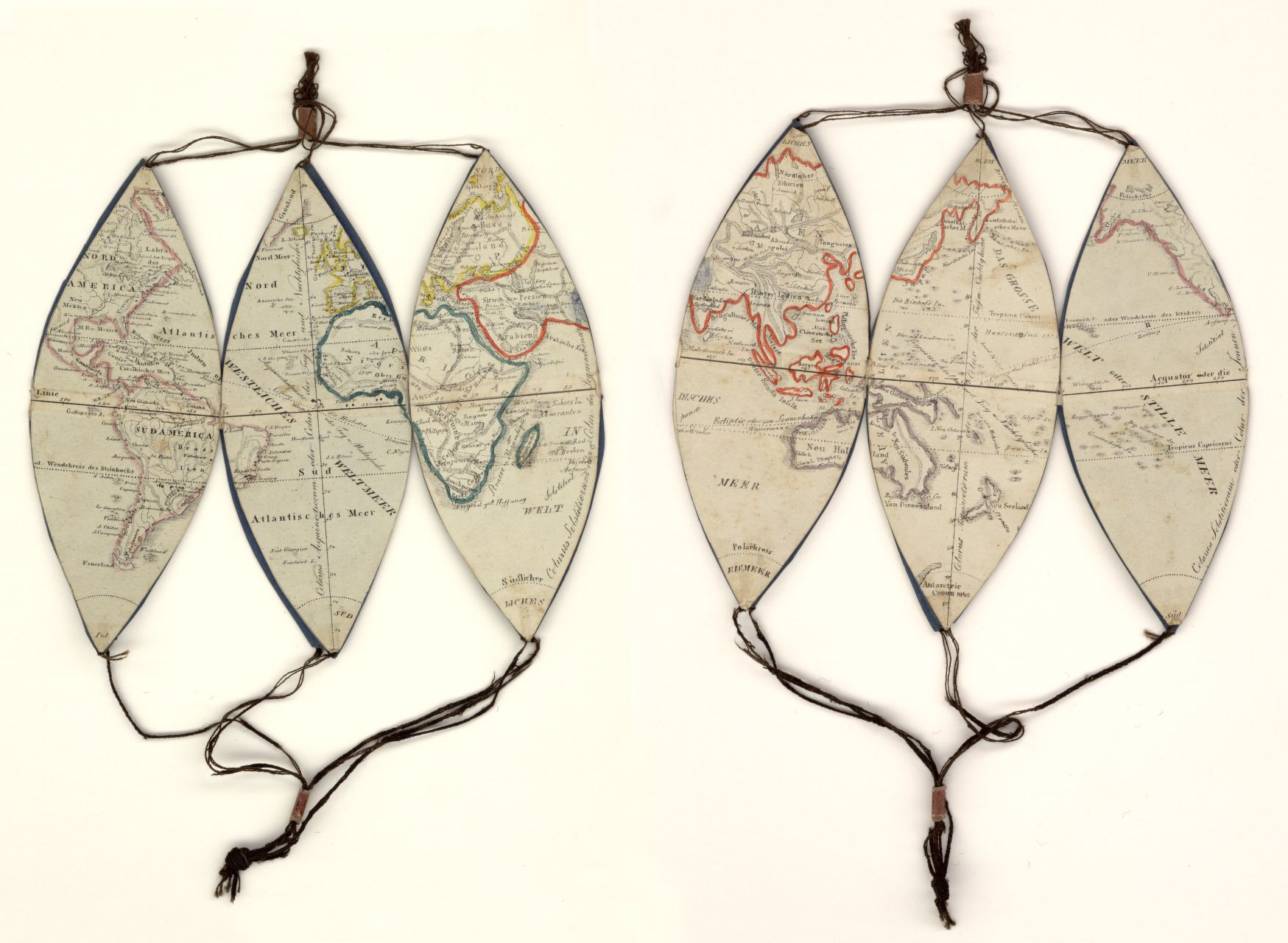
Kaisers Mechanischer Welt-Globus 1840.

Joseph Franz Kaiser naît le 11 mars 1786 à Graz.
Il est le premier fils de Johann Michael Kaiser, citoyen de Graz et relieur, et de sa femme Johanna, née Bruggmayer. Après l'école, Joseph Franz suit la carrière de son père et apprend également le métier de relieur. Par la suite, il se lance certainement dans les voyages habituels des compagnons, acquiert une expérience professionnelle et entre en contact avec les premiers produits lithographiques.
En 1806, il est mentionné comme membre de la cavalerie civique de la milice citoyenne de Graz et lorsque la Landwehr s'est développée en 1808, il se hisse au rang de leader en tant que soldat compétent. Le 29 mars 1809 déjà, il est promu au grade de fähnrich. En tant que membre du 2e bataillon de la Graz Landwehr et commandant de la 6e compagnie, Joseph Franz Kaiser participe à la bataille de Raab le 14 juin 1809 sous le commandement suprême de l'archiduc Jean-Baptiste d'Autriche.
Le 29 mars 1810, Joseph Franz Kaiser peut acquérir les droits de reliure prescrits pour la ville de Graz et fonde ensuite sa propre entreprise de reliure non loin du Murtor. Au vu de ses réalisations dans la cavalerie du corps des citoyens de Graz et en tant qu'artisan ambitieux, il est accepté dans le corps des citoyens de Graz le 12 juillet 1814. Le 27 octobre de la même année, il épouse Maria Anna Ehmeyer, 22 ans, à l'église Andrä de Graz. De ce mariage naissent six enfants, dont les deux célèbres peintres de paysages et lithographes Alexander Kaiser (en) et Eduard Kaiser. 
Joseph Franz Kaiser est un homme d'affaires très imaginatif. Il essaye rapidement d'augmenter ses revenus et de développer son entreprise en vendant de la papeterie, du papier et divers imprimés. Dès 1814, il est donc accusé d'avoir outrepassé ses pouvoirs commerciaux en publiant des calendriers et en offrant des cartes. 

## Œuvre
- Alte Kaiser-Suite, Lithographirte Ansichten der Steyermärkischen Staedte, Maerkte und Schloesser, Graz 1825